# جان ديكا ديكا
جان ديكا ديكا (بالفرنسية: Jean Dika Dika)‏ هو لاعب كرة قدم كاميروني في مركز الدفاع، ولد في 4 يونيو 1979 في دوالا في الكاميرون. شارك مع منتخب الكاميرون لكرة القدم. أما مع النوادي، فقد لعب مع أتلتيكو مدريد ب وأتلتيكو مدريد ولاسك لينتس ونادي أسدود ونادي خيتافي.

## وصلات خارجية
- جان ديكا ديكا على موقع قاعدة بيانات كرة القدم.إي يو (الإنجليزية)
- جان ديكا ديكا على موقع ناشيونال فوتبول تيمز (الإنجليزية)